# کلمه ایمنی (ترانه هالزی)
«کلمهٔ ایمنی» (به انگلیسی: Safeword) ترانه‌ای از خوانندهٔ آمریکایی هالزی می‌باشد که در ۲۷ فوریهٔ سال ۲۰۲۵ از سوی کلمبیا رکوردز به‌عنوان تک‌آهنگ منتشر گردید. این اثر قطعه‌ای در سبک پانک راک و پاپ-پانک است که اشعار آن به بی‌دی‌اس‌ام می‌پردازد. موزیک ویدئوی «کلمهٔ ایمنی» به کارگردانی لانا جی لاکی نیز در همان روز انتشار منتشر شد؛ در این ویدئو هالزی نقش نقش دامیناتریکس را با لباس‌های گوناگون لاتکس ایفا می‌کند. هالزی در جشنوارهٔ سیپس اند ساندز در ۷ مارس سال ۲۰۲۵ برای اولین بار این آهنگ را به صورت زنده اجرا کرد.